# Salme Dorsa
Salme Dorsa zijn lage heuvelruggen op de planeet Venus. De Salme Dorsa werden in 1991 genoemd naar Salme, hemelfiguur uit de Finse mythologie.
De richels hebben een lengte van 447 kilometer en bevinden zich in het quadrangle Fortuna Tessera (V-2).